# Železniční trať Reda–Hel
Železniční trať Reda – Hel (v Polsku označená číslem 213)
je neelektrifikovaná železniční trať v Polsku, o délce 61,669 km. Vede z Redy přes Puck, Juratu do města Hel. Prochází Helskou kosou, která leží na jižním pobřeží Baltského moře, od něhož odděluje Pucký záliv.

## Stanice a zastávky

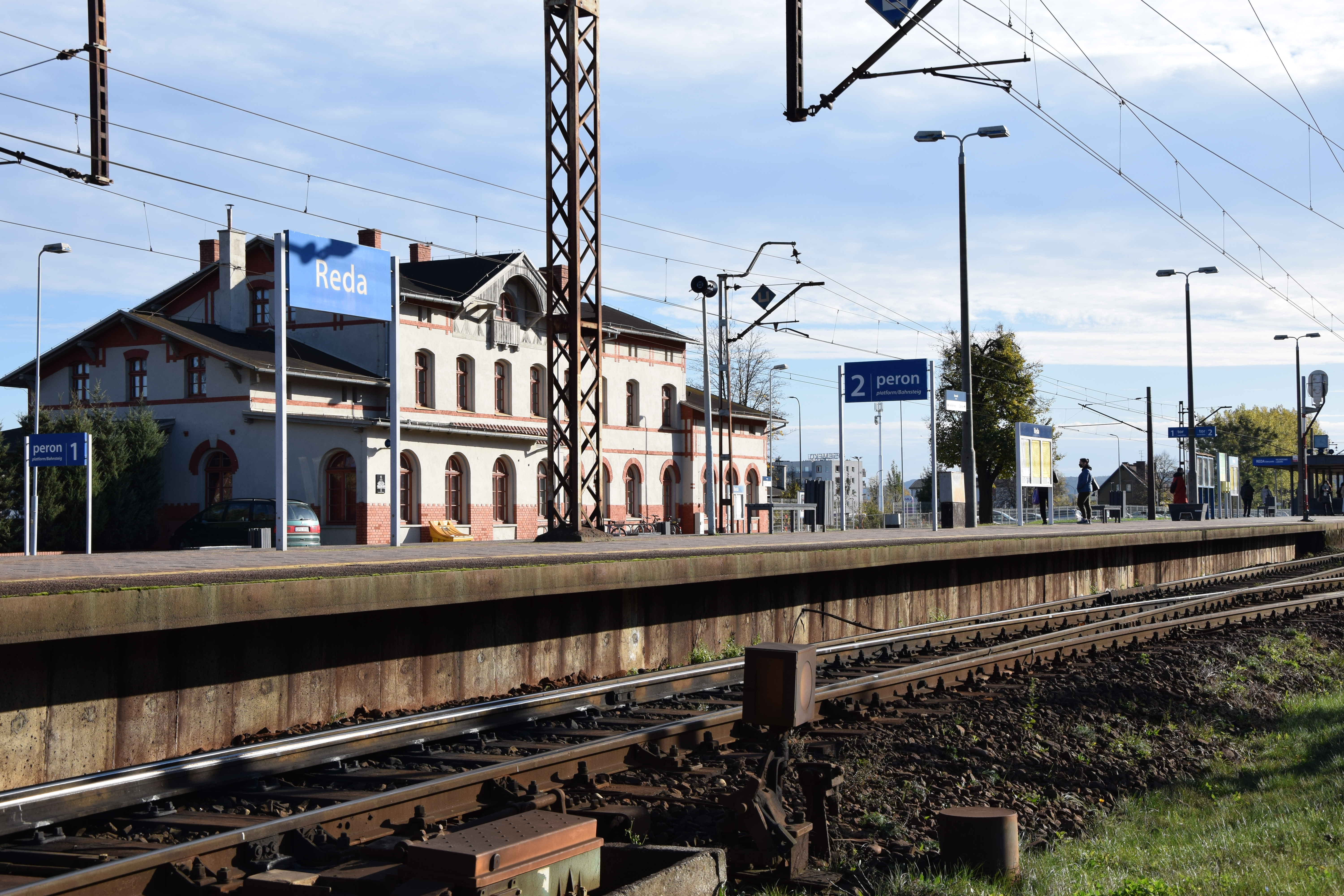
Reda
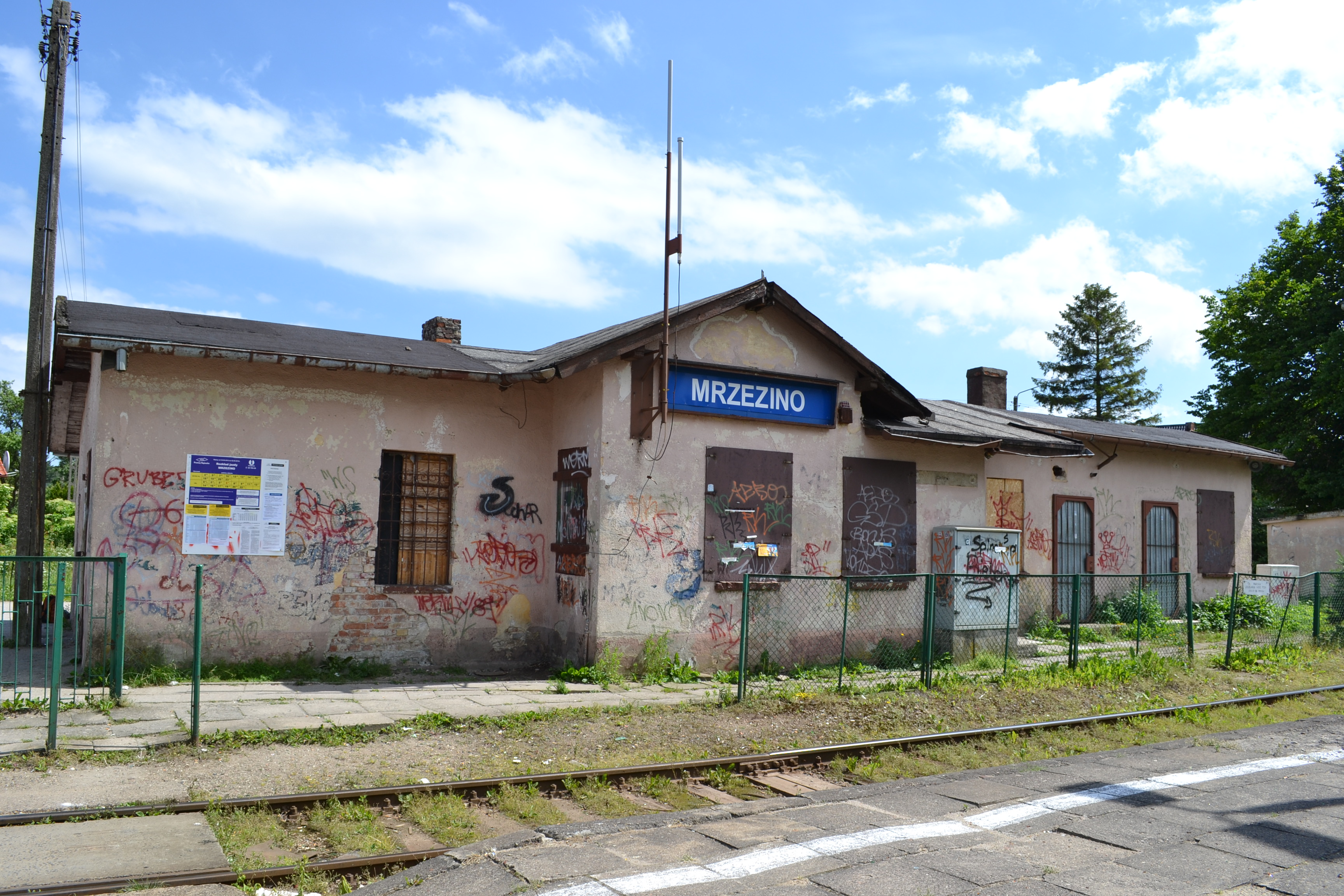
Mrzezino
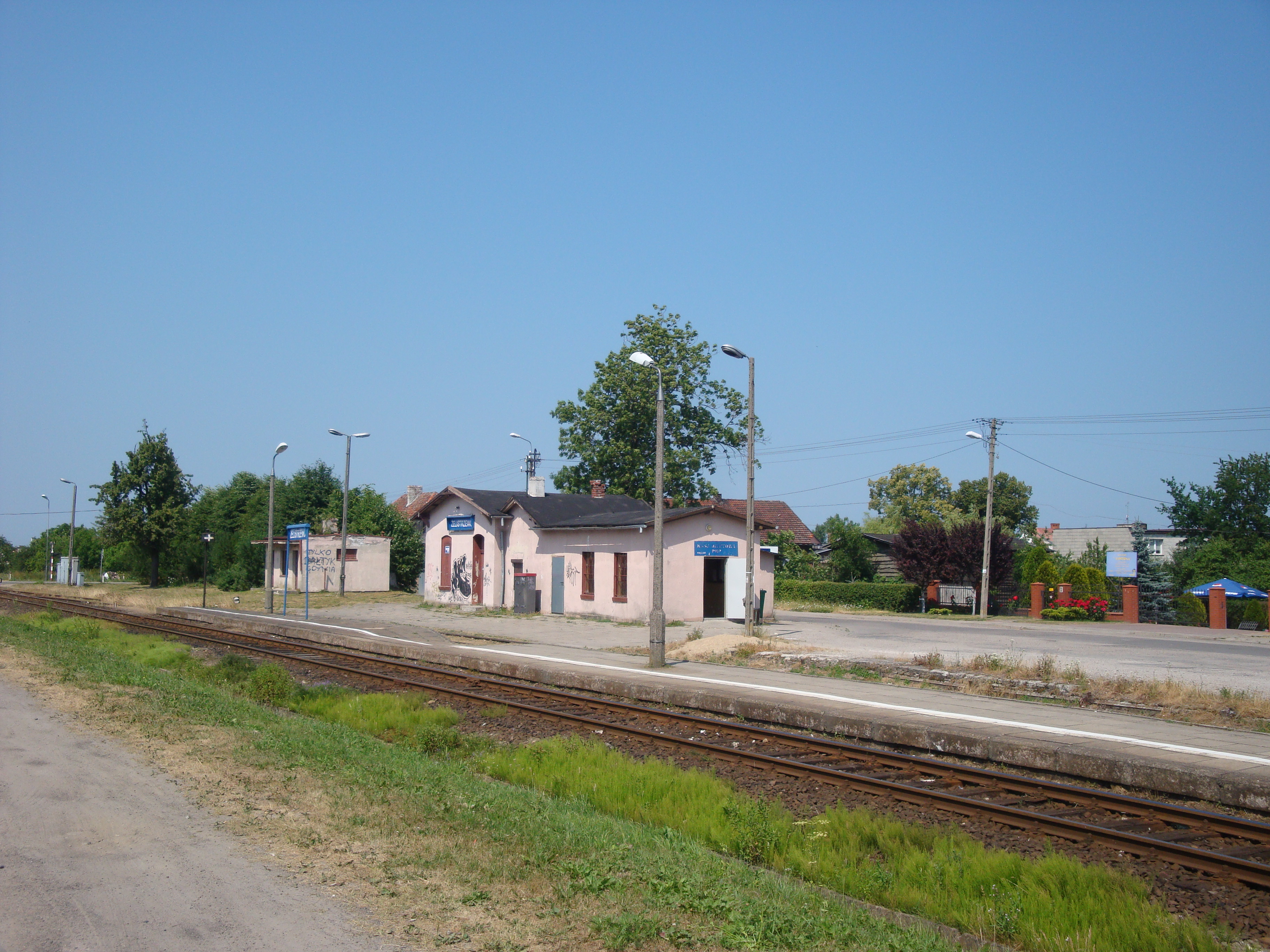
Żelistrzewo
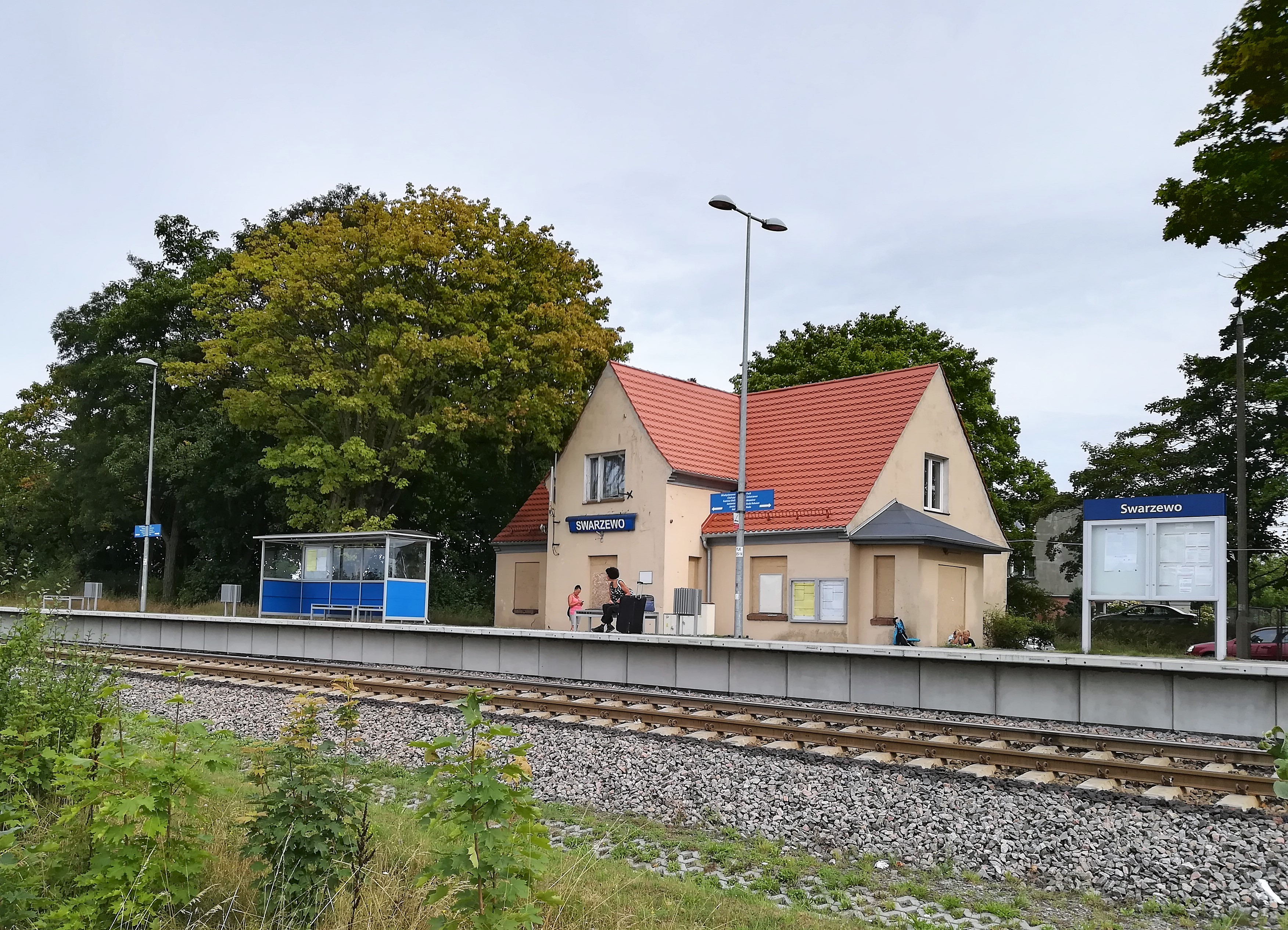
Swarzewo
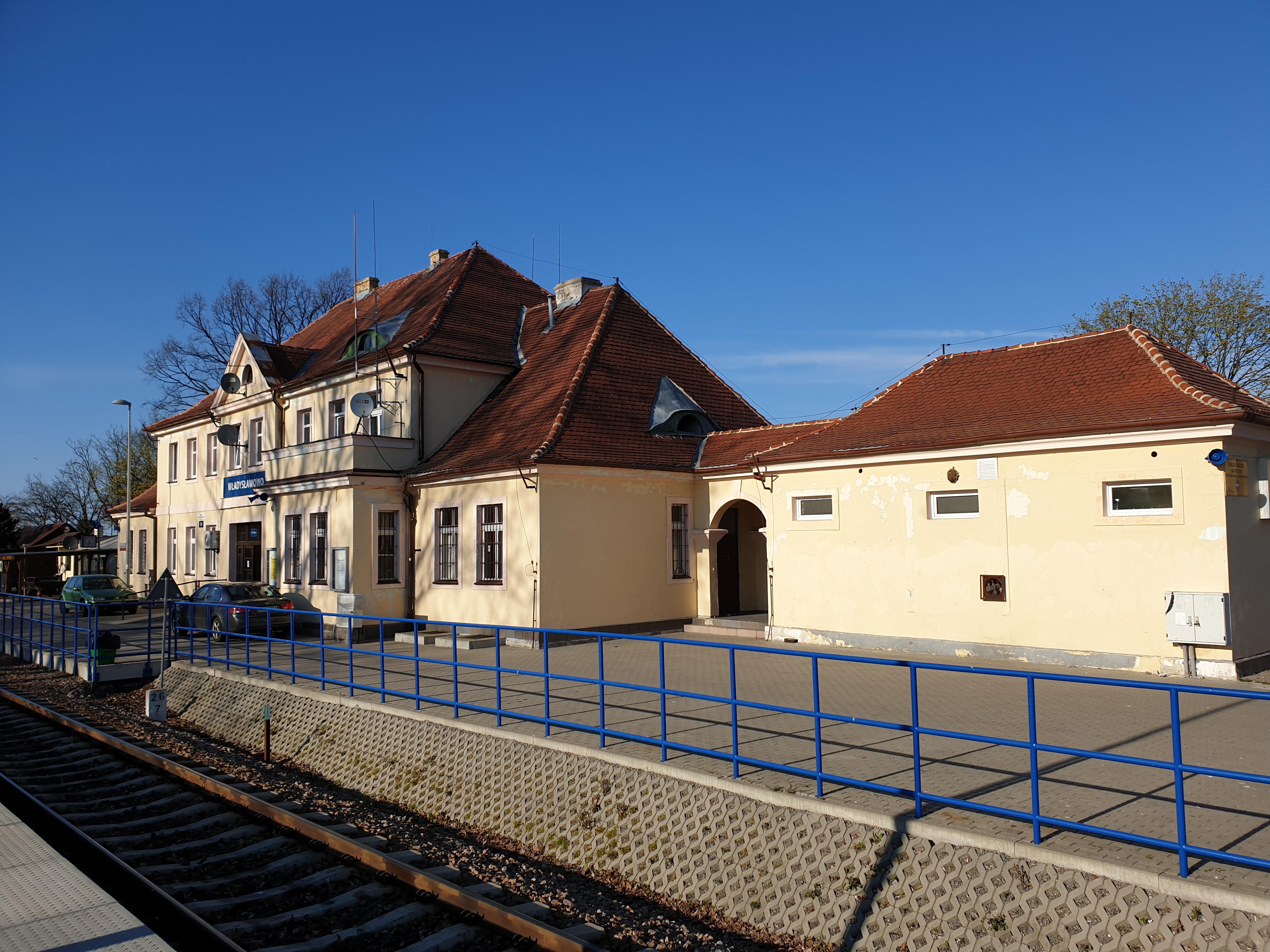
Władysławowo
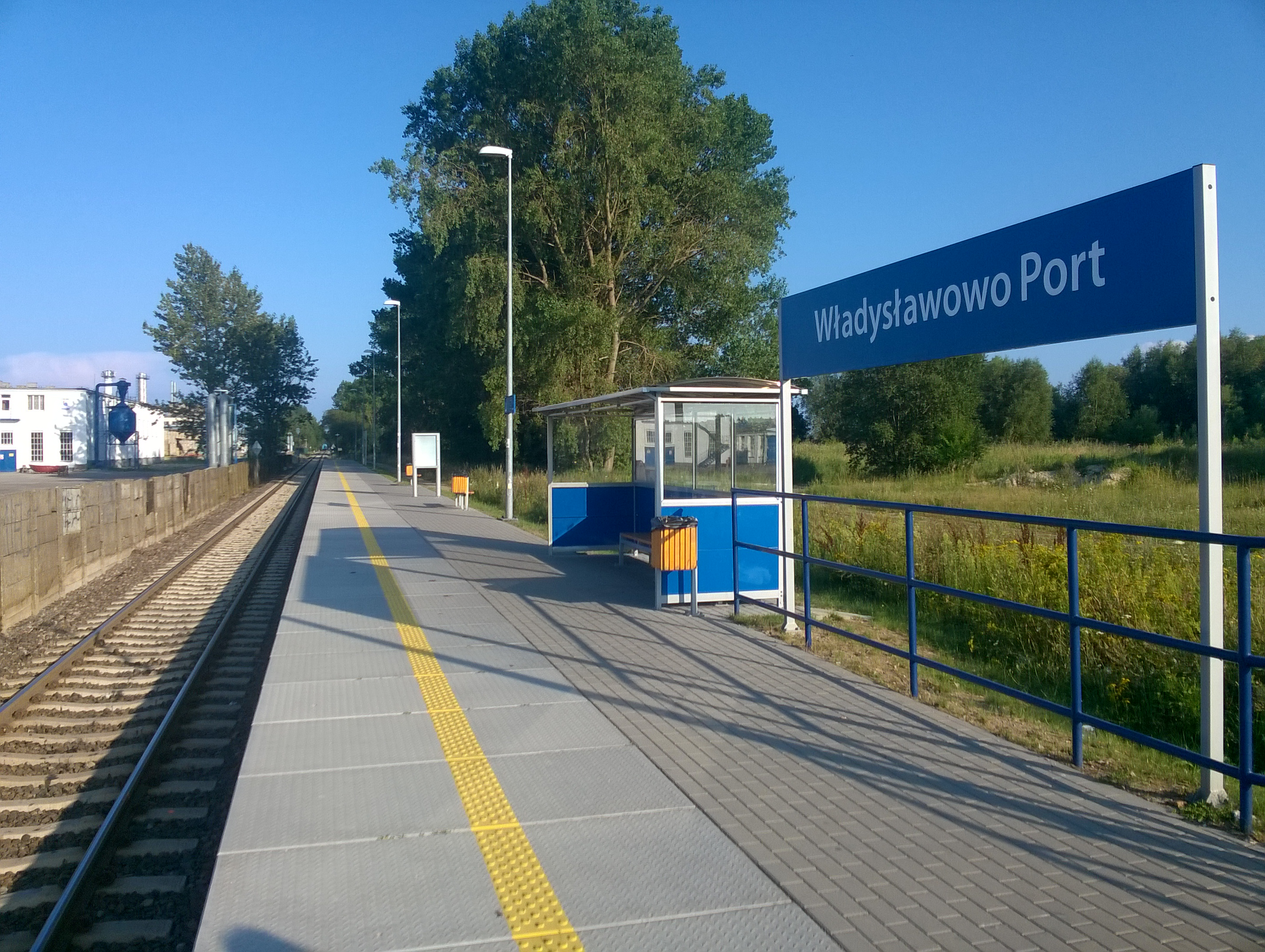
Władysławowo Port
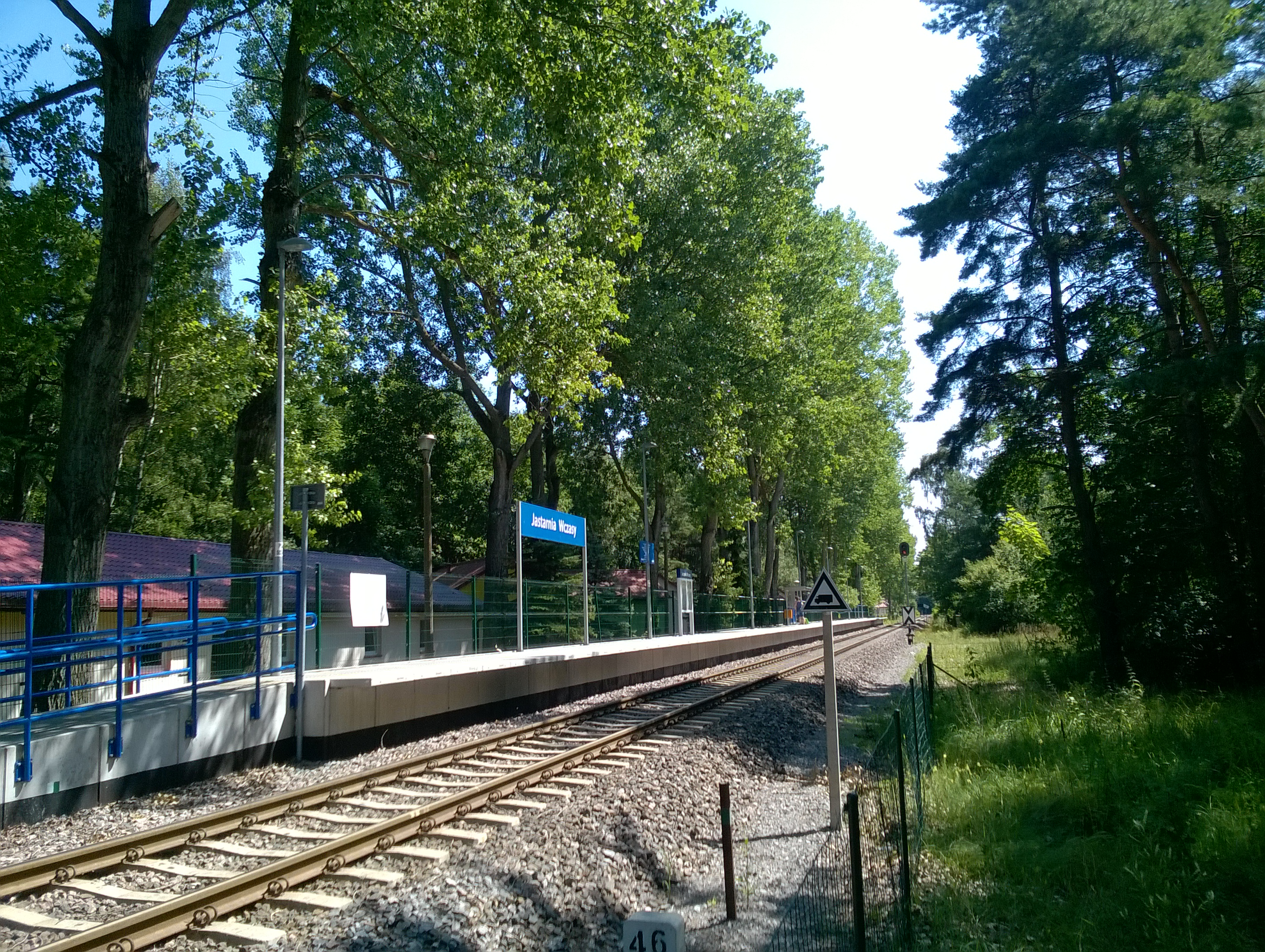
Jastarnia Wczasy
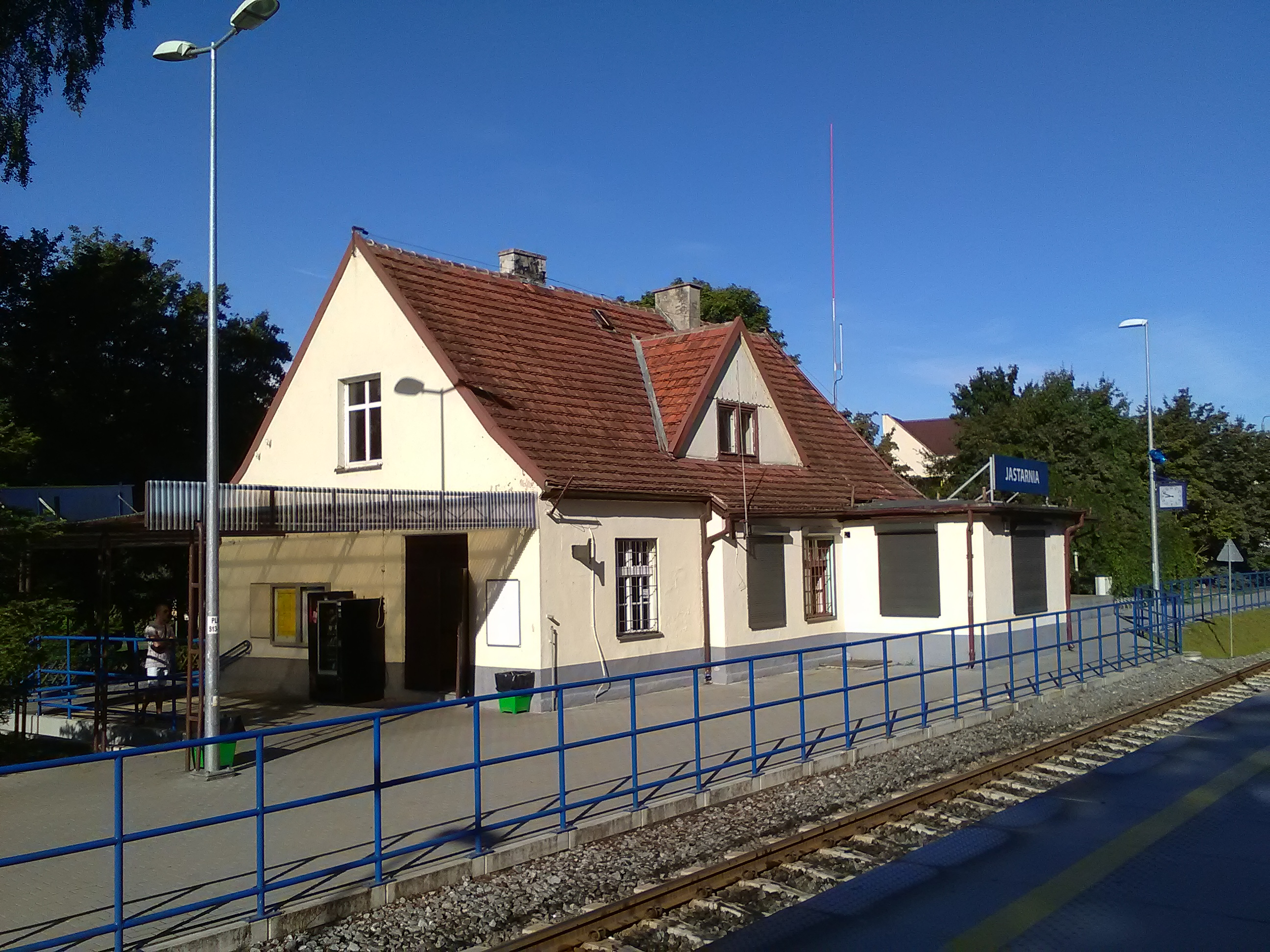
Jastarnia